# Errabu
Errabu is een bestuurslaag in het regentschap Sumenep van de provincie Oost-Java, Indonesië. Errabu telt 1271 inwoners (volkstelling 2010).